# Henri Mourier
Henri Mourier (født 9. august 1934 i København ; død 2. november 2018 i København) var en dansk biolog og forfatter.
Mouriers virke var op igennem 1960’erne, 1970’erne og til dels også i 1980’erne, hvor han deltog i flere projekter for blandt andre udenrigsministeriet, WHO og DANIDA. Henri Mourier var derudover også programvært hos Danmarks Radio, der lancerede flere radioprogrammer, der omhandlede natur og fauna set med en biologs øjne. Mouriers viden om insekter gjorde, at han som vært på disse radioprogrammer kunne benytte underholdningsplatformen til at formidle viden, specielt danske insekter.
Op igennem 1960’erne kunne man således lytte til det naturvidenskabelige spørgeprogram Lexicon, hvor han besvarede spørgsmål om insekter. Også i 1970’erne var Mourier aktiv med radioprogrammer, hvor Dagens småkravl var en daglig radioudsendelse. Det blev også til flere optrædener på Danmarks Radios Tv-kanal, hvor hans evner foran kameraet i kombination med hans viden om insekter kom seerne til gode.

## Uddannelse
- Folke- og mellemskole: Sortedam Gymnasium 1941-1948.
- Aarhus Katedralskole 1948-1951. Student fra Aarhus Akademi 1953.
- Militærtjeneste 1953-1955.
- Startede på biologistudiet i 1955 på Københavns Universitet og blev cand.mag. i januar 1962.

## Arbejdsliv
Henri Mouriers status som ledende biolog hos Statens Skadedyrslaboratorium (1962-2000) gjorde, at han ofte blev interviewet, når journalister skrev om ’nye landeplager’ i form af artikler om lopper, fluer, kakerlakker, væggelus deslige. Mouriers stilling hos Statens Skadedyrslaboratorium og det faktum, at Mourier havde forfattet flere bøger om insekter, gjorde ham særdeles troværdig og hans kompetencer var således med til at underbygge de mange artikler, der i tiden løb blev publiceret i aviser og tidsskrifter i hele landet.
Det er dog ikke kun i Danmark, at Mourier har været en kapacitet på det zoologiske felt. En del af hans kompetencer benyttedes også på internationalt niveau, da han i perioden 1965-1967 blev en del af et multilateralt projekt i Udenrigsministeriet og i denne forbindelse blev udsendt til Honduras. Her var opgaven at forske i "Torsalo" (Dermotobia hominis) − en tropisk oksebremse, der forårsager skader på kvæg. Også Mozambiques landbrugsministerium havde gavn af Mouriers omfattende know-how. Og således blev Mourier via DANIDA udsendt til Mozambique i perioden 1989 til 1991 og igen fra 1994 til 1996, hvor han havde ansvaret for karantæneforanstaltninger og biologisk insektbekæmpelse.

## Artikler og bøger
Henri Mourier har medvirket til flere videnskabelige og populære artikler, som er publiceret i flere medier. En del af det feltarbejde, der lå til grund for disse artikler medførte, at Mourier i 1974 påbegyndte bogen Skadedyr i Hus og Hjem. Bogen blev til i et samarbejde med kollegaen Ove Winding og illustrator Ebbe Sunesen. Bogen blev- og er stadig et opslagsværk, der henvender sig til både professionelle og amatører til bestemmelse af skadedyr. Skadedyr i Hus og Hjem blev første gang udgivet i 1975 på Gads forlag.
Noget senere, i 1984 indgik Henri Mourier et samarbejde med kollegaen Thorkil Hallas. Sammen skrev de to på hinanden følgende bøger, Skadedyr i Levnedsmidler fra 1985 og Væggelus - Stik og kløe fra 1987. Mourier udgav desuden i 1985 Husets Dyreliv, som en simplificering af Skadedyr dyr i hus og hjem.

## Radio og TV
Mouriers mangeårige beskæftigelse med zoologiens verden og ikke mindst hans ansættelse hos Statens Skadedyrlaboratorium gjorde, at han ofte optrådte i radio og på TV. Således modererede han som tidligere nævnt eksempelvis Dagens småkravl i radioens P2, men også radioprogrammet Kvartini og Lexicon, ligeledes på Danmarks Radio. Mourier medvirkede også i tv-udsendelser og optrådte hyppigt i Omverdnen, hvor han bidrog med viden om insekter. Mourier var faktisk så populær i sin samtid, at han var løsningen på en krydsord bragt i Weekendavisen, Berlinske Aften i november 1985.

## Dus med Dyrene og Poul Thomsen
Dus med Dyrene var en Tv-serie, der blev sendt på DR i mellem 1980 og 1985. Udsendelsen blev modereret af Poul Thomsen, der med sin lune karakter præsenterede alverdens dyr. Henri Mourier havde i serien flere gæsteoptrædener og bidrog med viden til forståelse af insekternes liv. Mourier har til familien, jf. Mads Mourier − barn af Henri Mourier − fortalt en lille anekdote, der knytter sig til et af seriens mest kendte afsnit; Det, hvor Poul Thomsen lader sig stikke af en hveps foran kørende kamera…
Historien går på, at da programmet skal optages, spørger Henri Mourier Poul Thomsen, hvad de skal gøre, hvis hvepsen ikke stikker? Hvortil Poul Thomsen svarer: Så lader jeg bare som om! – en ganske morsom, lille fortælling, der bringer smil på læben hos dem, der kan huske dette populære afsnit. I tilknytning til anekdoten fortæller Mourier: - at hvepsen altså stak.

Kilde: DR-arkiv
Materiale / 2896095. Dus med dyrene. Sendt 1. gang: 25-08-1982.
"Om insekter og fluer. Poul Thomsen lægger ud med fluesmækker at klaske 3 fluer med et smæk. Interview med Henri Mourier om spørgsmålet om der kan være tale om dyrplageri ift. fluer ved at bruge fluefangere. Insekter er ikke omfattet af dyreværnsloven. Insekter føler dog smerte. Myggeforskrækker vha. lyd virker ikke. Interview med Niels Skånning og Ib Ladefoged om sukker som giftudtrækker, pga. osmotisk tryk og virkning på semipermeable hinder. Poul Thomsen lader sig stikke af en hveps og Ib ladefoged behandler med held med sukker."

## Mourier i radio, TV og dagblade
| Mourier i radio, TV og dagblade |
| --- |
| Interview i Aktuelt den 27. juli 1969 af Bodil Ravn Titel: ”Nu tages naturen selv til hjælp i kampen mod fluer.” Citat: ”Dansk forsker i gang med spændende eksperiment for WHO for at komme flueplagen til livs én gang for alle.” Artikel i Randers Amtsavis den 4. juni 1997 af Ritzaus Bureau Titel: Mygge-mylder Citat: ”Det gærer og ulmer i grøfter og pytter - Myggeplage” Som biolog hos Statens Skadedyrslaboratorium udtaler Henri Mourier sig til Ritzaus Bureau, der skriver om myggeplage. Artikel i B.T. den 3. juli 1972 af Peter Storm Titel: Her er manden, der skal kurere din skræk for ørentvistene Citat: ”Zoolog Henri Mourier på jagt efter havens ’småkravl.”, ”I går startede en ny radioserie, der kører hele juli. Den hedder ’Dagens Småkravl’ og kommer hver morgen i fem minutter kl. 7.55.” Artikel i B.T. den 31. juli 1997 af Erling Andersen Titel: Det dræbende stik Citat: ”Biolog ved Statens Skadedyrslaboratorium, Henri Mourier, understreger, at langt de fleste tilfælde - op mod 99 pct. - af bi- eller hvepsestik er harmløse. Den gift, som mennesket udsættes for ved hvepsestik, er beslægtet med slangegift og kan være meget smertefuld, men den er sjældent farlig for de fleste, fordi der er tale om uhyre små mængder gift.” Programoversigt i Berlinske Tidende den 23. juli 1972 Titel: Program 1. 7.55. Dagens småkravl Citat: ”Henri Mourier og Ove Winding fortæller om skovflåter” Kilde: Berlingske_Tidende_(1936-2011)_-_1972-07-23 Artikel i Berlinske Tidende den 16. juli 1977 af Weather Titel: Sommeren er over os med myg, myrer, ørentviste og fluer - Gode råd fra skadedyrslaboratoriet Citat: ”Henri Mourier fraråder brug af lysfælder, der som regel vil frække langt flere insekter til stedet, end de formår at slå ihjel.” TV-nøglen i Berlinske Tidende den 30. december 1977 af Carl Hansen Titel: DA TV 18.15. Noget om lopper Citat: ”I Naturprogrammet giver dyrlæge Kristine Elbæk og zoologen Henri Mourier gode råd om. hvad der kan gøres ved problemet. Udsendelsen giver også indblik i skadedyrets biologi og historie...” Artikel i Berlinske Tidende den 14. august 1985 af Brita Stenstrup Titel: Melmøl i morgenmaden Citat: "»Det er ufarligt for almindelige mennesker at spise melmøllarver, men allergikere skal måske passe på«, siger Skadedyr laboratoriets konsulent Henri Mourier. Her Jagter han larver i »Fiber 45«. Foto Bjarne Lütheke" Kilde: Berlingske_Tidende_(1936-2011)_-_1985-08-14 Artikel i Berlinske Tidende den 19. august 1985 af Brita Stenstrup Titel: Møl på march! Citat: ”Møl elsker uld og fugt. Interessen for hjemmespinding og -farvning er også med til at udvide mølbestanden, mener konsulent ved Skadedyrlaboratoriet zoologen Henri Mourier. »De mange portioner fedtet og uimprægneret uld, som ligger rundt i hjemmene og venter på at blive brugt, er god mad for møl. Kilde: Berlingske_Tidende_(1936-2011)_-_1985-08-19 Artikel i Berlinske Tidende den 1. juni 1993 af Henrik Larsen Titel: Så store er de heldigvis ikke! Citat: "SKADEDYR: Forår og sommer er højsæson for skadedyr. Stikkende, borende og gnavende væsener. Indimellem kan de blive så generende for mennesket, at de må nedkæmpes. Lige nu er en række af de brodbærende i hopla." og "Kilde: Vilde dyr i hus og hjem" Klumme i Berlinske Tidende den 12. august 2005 af Ritzau Titel: Færre myg og hvepse end normalt Citat: ”»Et koldt forår giver få flyvetimer til de ellers overvintrende hvepsedronninger, og det betyder, at mange al dem går til, før de får etableret hvepsesamfundene, siger Henri Mourier fra Statens Skadedyrslaboratorium.” Kilde: Berlingske_Tidende_(1936-2011)_-_2005-08-12 TV-oversigt i Bornholmeren den 28. august 1986 Titel: 20.00 (TTV) Omverden Citat: ”Insekternes skjulte verden" og "Gæsten i studiet er denne gang Henri Mourier fra Statens Skadedyrslaboratorium” TV-oversigt i Bornholms Tidende den 30. august 1977 Titel: TV (F) 20.00 - Fluer i stuerne Citat: "Men fluerne er naturligvis først og fremmest skadedyr, og de mangfoldige måder at bekæmpe dem på fra de gammeldags fluefangere til de moderne sprøjtemidler - bliver demonstreret og kommenteret af magister Henri Mourier fra Statens Skadedyrslaboratorium..." Kilde: Bornholms_Tidende_(1866-)_-_1977-08-30 Artikel i Bornholms Tidende den 27. september 1982 Title: Kakerlakker truer danske hjem --- Citat: "Afrikansk kakerlak gemmer sig i radio- og TV-apparater" og "Henri Mourier påpeger, at der har levet kakerlakker på vor jord i mindst 250 mili. år. De har således fået en vis ret til at være her. Desuden er det kun ganske få medlemmer af denne gamle insektfamilie, som tæller ikke mindre end 4000 forskellige slags, som finder på at forskrække mennesker. Langt de fleste bryder sig hverken om os eller tv." Kilde: Bornholms_Tidende_(1866-)_-_1982-09-27 Artikel i Dagbladet Folketidende, Ringsted, Sorø, Haslev den 13. september 1982 af RB Titel: Det knævrer længe efter Bent Jensen har sagt go’nat Citat: ”Ny kakerlak trives fint i radio- og TV-apparater” og ”Denne opsigtsvækkende afsløring fremkommer i sidste nummer af »Naturens verden«, hvor skadedyrseksperten Henri Mourier får det til at løbe koldt ned ad ryggen på husejere med vinterhave." og "Henri Mourier afslører uden sarkasme, at nogle endda kalder den tv- kakerlakken." Kilde: Dagbladet_(Folketidende)_(1962-1985)_-_1982-09-13 Artikel i Dagbladet Holstebro, Herning, Struer den 26. august 1987 Title: Myre-sex er en plage Citat: ”Derfor har myrerne udskudt deres årlige parringstur til de lunere og mere tørre augustdage og er ved den lejlighed blevet hyppige ubudne gæster i mange danske hjem, oplyser biolog Henri Mourier fra Statens Skadedyrslaboratorium.” Kilde: Dagbladet_(Holstebro-Herning-Struer)_(1983-1989)_-_1987-08-26 Artikel i Dagbladet Holstebro, Struer den 4. juni 1997 af RB Titel: Blodsugerne er på vej Citat: "Biolog pa Statens Skadedyrlaboratorium Henri Mourier siger til RitzausBureau, at den våde maj har sikret myggenes overlevelse. Regnen har givet myggelarverne næring og sikret dem mod udtørringsdøden." Kilde: Dagbladet_(Holstebro-Struer)_(1989-2011)_-_1997-06-04 Artikel i Det Fri Aktuelt den 4. juni 1997 af Reuters Bureau Titel: Myggene invaderer Danmark Citat: ”»Det er en sørgelig samling myggemidler, vi har tilbage. Citronella-olie, som i dag er det mest effektive, holder højst myggene på afstand i en time. Der er ikke andet at gøre end at tage en ekstra trøje på eller holde sig væk fra myggeområder. Hvor der er sol og vind, er der sjældent myg,« siger Henri Mourier” Kilde: Det_Fri_Aktuelt_(1987-1997)_-_1997-06-04 Artikel i Djursland; Amtsavisen Randers, Djursland, Grenå den 17. juli 1976 Titel: Flere og flere hunde og katte får lopper Citat: "Fra 1970 til 1975 har laboratoriet fået ti gange så mange henvendelser. I fjor besvarede laboratoriet i Lyngby ved København næsten 1000 forespørgsler mod knap 100 i 1970, oplyser cand. mag. Henri Mourier, skadedyrlaboratoriet i det seneste nummer af »Dansk Veterinærtidsskrift«." TV-oversigt i Fjerritslev Avis den 29. august 1986 Titel: 16.30 Omverden (TH) Citat: "Vi dykker ned i insekternes skjulte verden og ser blandt andet hvordan de lever i krig med hinanden og mod os. Vi ser også en film om kemisk krigsførelse blandt insekterne. Gæst i studiet er Henri Mourier, Statens Skadedyrslaboratorium." Radio-oversigt i Fredericia Dagbald den 1. april 1972 Titel: Program 2, 19.00: Naturredaktionen. Verden set med flueøjne. Citat: "Hvad insektforskningen kan fortælle os om fluernes liv. Henri Mourier og Jørgen Møller Christensen." Artikel i Fredericia Dagblad den 20. juli 1976 Titel: Flere husdyr, flere lopper Citat: "Antallet af henvendelser om menneskelopper har derimod siden 1965 været konstant og meget lavt, mens fuglelopper har tegnet sig for en langt mindre stigning end husdyrlopperne. - Den rimeligste forklaring på fænomenet er nok simpelthen, at den voldsomme stigning i antallet af husdyr har forøget chancerne for smitte, skriver Henri Mourier." Artikel i Frederiksborg Amts Avis den 11. juni 1985 Titel: Humlebier kan flyve ! Citat: ”Til de svært uudryddelige historier hører den om, at humlebien alene flyver, fordi den ikke ved, at det teoretisk er bevidst, at den ikke er i stand dertil. Det har nok noget at gøre med, at folk finder det trøsterigt, at naturen således skulle være den grå teori overlegen, mener magister Henri Mourier.” Kilde: Frederiksborg_Amts_Avis_(1874-)_-_1985-06-11 Artikel i Fyens Stiftstidende den 16. september 1990 af prep Titel: Træværk som festmiddag – Træbukken er den alvorligste trussel mod huset Citat: "Det er let at opdage, om træet er angrebet af skadedyr. Er der antydninger, så lim papirstykker på træet, og kommer der huller i, er det på tide at gå til modangreb, fortæller zoologen Henri Mourier, Statens Skadedyrlaboratorium. Han har skrevet en bog »Skadedyr i træ« for Træbranchens oplysningsråd med beskrivelse af over 40 træskadedyr.” Kilde: Fyens_Stiftstidende_(1852-1993)_-_1990-09-16 Artikel i Fyens Stiftstidende den 3. juni 1992 af Ole Frank Rasmussen Titel: Myggen er taget på krigsstien Citat: ”Det fugtige forår har gjort maj til en rigtig myggeplage. I tørre forår forhindres myggelarverne i at blive udklækket, fordi deres levesteder udtørres. I år må vi sige, at vi har et myggeår over middel, siger biolog Henri Mourier fra Statens Skadedyrslaboratorium.” Artikel i Fyns Amts Avis den 21. juli 1970 Titel: Loppeplage Citat: "Folk, der kommer hjem fra længere ferie, har gjort den ubehagelige overraskelse, at hundredvis af blodtørstige lopper venter på at byde dem velkommen, fortæller magister Henri Mourier fra Statens Skadedyrlaboratorium. Plagen vil erfaringsmæssigt kulminere i august og september, tilføjer han." Kilde: Fyns_Amts_Avis_(Svendborg_Avis._Sydfyns_Tidende)_(1970-1976)_-_1975-07-21 Artikel i Helsingør Dagblad den 4. juni 1997 Titel: Myggeinvasion på vej Citat: ”Netop som fødderne er stukket i sandalerne og de tynde t-shirts fundet frem, udklækkes millioner af myg. Statens Skadedyrlaboratorium har konstateret et overraskende stort antal myggelarver i landets pytter og grøfter.” Artikel i Herning Folkeblad den 15. juli 1976 Titel: Mange henvendelser om katte- og hundelopper Citat: "Det er umuligt at sikre sig fuldstændigt mod husdyrlopperne, men folk bør så vidt muligt holde husdyrene fra steder, hvor der er risiko for loppeinfektion, ligesom pudring af dyrene med antiparasitære midler vil være rimeligt, mener Henri Mourier." Kilde: Herning_Folkeblad_-_Vestjylland_(1883-)_-_1976-07-15 Radioprogrambeskrivelse i Kolding Folkdeblad den 5. juli 1972 Titel: Småkravl Citat: ”Zoologerne Henri Mourier (til venstre) og Ove Winding vil hver morgen i juli kl. 7.55 i program 1 fortælle om »Dagens småkravl«. Henri Mourier sidder i studiet med en skarnbasse i hånden - den og en masse andet 'småkravl', bl. a. snegle, orme og edderkopper.” Kilde: Kolding_Folkeblad_(1882-1989)_-_1972-07-05 Klumme i Kolding Folkeblad den 2. december 1972 Titel: Hundelopper stort problem Citat: ”Mourier giver råd om støvsugning af kurve, tæpper, gulvsprækker og møbler, hvor lopper og deres yngel kan gemme sig. Men han understreger også vigtigheden af at skaffe sig af med det opsugede smuds. Man kan også suge lidt gift med ned i posen, det er tilrådeligt at supplere rengøringen med en insektdræbende behandling, anfører cand.mag. Henri Mourier.” Kilde: Kolding_Folkeblad_(1882-1989)_-_1972-12-02 Artikel i Kolding Folkeblad den 15. juli 1976 af RB Titel: Stadigt stigende antal dyrelopper Citat: Artikel i Lemvig Folkeblad den 4. juni 1997 Titel: Blodsugerne er på vej Citat: ”Myggene kan stikke mange gang i løbet af en sommer, men overlever ikke i løbet af vinteren, siger Henri Mourier.” Kilde: Lemvig_Folkeblad_(1874-2007)_-_1997-06-04 Artikel i Lolland-Falsters Folketidende den 4. juni 1997 af Ritzaus Bureau Titel: Myggeinvasion på vej Citat: "Biolog på Statens Skadedyrlaboratorium Henri Mourier siger til Ritzaus Bureau, at den våde maj har sikret myggenes overlevelse." Kilde: Lolland-Falsters_Folketidende_(1873-2008)_-_1997-06-04 Artikel i Lolland-Falsters Folketidende den 6. september 1997 af Peter Foersom Titel: Til kamp mod blodsugerne Citat: ”På Statens Skadedyrlaboratorium bekræfter man, at sensommeren er højsæson: Loppe-bestanden bygges op i løbet af sommeren og udvikler sig hastigt i varmt vejr med høj luftfugtighed, forklarer Henri Mourier” Kilde: Lolland-Falsters_Folketidende_(1873-2008)_-_1997-09-06 Artikel i Løgstør Avis den 26. august 1987 Titel: Myrene plager Danmark Citat: ”Antallet af myrer svinger ikke meget fra år til år, men når hele den vingebårne danske myrestyrke er i luften i disse dage, skyldes det ifølge Henri Mourier, at myrerne for at undgå indavl skal finde en partner fra en anden tue.” Kilde: Løgstør_Avis_(1882-1999)_-_1987-08-26 Radioprogrambeskrivelse i Middelfart Venstreblad den 5. marts 1975 Titel: P2, kl. 19.00, Dyresprog Citat: "Naturvidenskabeligt magasin ser denne gang på ny forskning i kommunikation, mennesker og dyr imellem. Hvordan tyder insekterne planternes kodesprog?" og "Medvirkende: dr. phil Holger Poulsen, cand.mag. Henri Mourier" Kilde: Middelfart_Venstreblad._Fyns_Tidende_(1975-1979)_-_1975-03-05 Artikel i Middelfart Venstreblad, Fyns Tidende den 25. august 1977 af Birger Teckemeier Titel: Levende hegn kan mindske flueplage Citat: ”Magister Henri Mourier, Statens Skadedyrslaboratorium oplyser, at man har en vis erfaring for, at fluer ikke bryder sig om at trænge igennem dybe, tætte levende hegn.” Kilde: Middelfart_Venstreblad._Fyns_Tidende_(1975-1979)_-_1977-08-25 Borgeroplysning i Midtjyllands Avis den 5. november 1981 Titel: (På udkig) Citat: "I aften, torsdag, vil cand.mag. Henri Mourier fra Statens Skadedyrslaboratorium holde foredrag med lysbilleder om »Boligens dyreliv« ved et møde i Medborgerhuset, arrangeret af Silkeborg naturhistoriske forening." og "Mourier vil komme ind på bekæmpelsesmetoder / forebyggelsesmetoder - gerne med udgangspunkt i eventuelle spørgsmål fra deltagerne, og man er velkommen til at medbringe dyr eller spor efter dyr fra ens egen bolig." Kilde: Midtjyllands_Avis_(1974-)_-_1981-11-05 Indlæg i Midtjyllands Avis den 26. august 1987 Titel: Myrerne vil ind i tørvejr Citat: "ÅRHUS: Myreplagen - hvor hære af bevingede myrer invaderer danske hjem - har i de seneste to uger været mere intens og koncenteret end den plejer at være." Artikel i Morgenavisen Jyllandsposten den 21. marts 1977 Titel: Det vrimler med mariehøns i haverne Citat: "- og det skal vi være glade for, siger magister Henri Mourier, Statens Skadedyrlaboratorium. LÆS SIDE 3" Kilde: Morgenavisen_Jyllands-Posten_(1969-)_-_1977-03-21 Brevkasseindlæg i Morgenavisen Jyllandsposten den 14. juni 1984 af A. K., Ribe Titel: Fortsat god jagt Citat: "Cand. scient. Henri Mourier, Statens Skadedyrlaboratorium: Midlet, De bruger, er godt nok, men spørgsmålet er, om De bruger nok. Når der sprøjtes, skal man regne med mindst en halv liter pr. kvm. Behandlingstidspunktet er rigtigt - lige før flyvetiden i maj." Kilde: Morgenavisen_Jyllands-Posten_(1969-)_-_1984-06-14 Artikel i Morgenavisen Jyllandsposten den 16. juli 1984 Titel: Derfor er fluerne så svære at ramme Citat: ”I mandagsrubrikken VOR VIDEN fortæller ingeniør Sinja Sveinsdbttir om nitrat, og hvorfor det kan være farligt. Cand. mag. Henri Mourier fortæller, hvorfor det er så pokkers svært at ramme en stueflue.” Kilde: Morgenavisen_Jyllands-Posten_(1969-)_-_1984-07-16 Artikel i Morgenavisen Jyllandsposten 4. november 1985 af Henri Mourier, ’Vor viden’. Titel: Naturens små vævre roterende speedbåde Citat: "En læser fra Horsens har fornylig undret sig over nogle små insekter, som suste rundt på vandoverfladen, ved ensøbred, som om de var sårede. »Formålsløst så det i hvert fald ud,« skriver læseren. Hvad kan det have været for dyr?" Kilde: Morgenavisen_Jyllands-Posten_(1969-)_-_1985-11-04 Artikel i Morgenavisen Jyllandsposten 14. december 1987 af Henri Mourier, ’Vor viden’. Titel: Få uger under solen 17 år under jorden Citat: "A.H. i Gram har læst en notits om en amerikansk cikade, som kun dukker op hvert syttende år. Forklaringen skulle være, at dens larve-stadium tager 17 år, som tilbringes nede i jorden, »men kan det virkelig være rigtigt,« spørger A.H." Kilde: Morgenavisen_Jyllands-Posten_(1969-)_-_1987-12-14 Artikel i Morgenavisen Jyllandsposten den 4. juni 1997 af RB Titel: regnen gav myggelarver ny næring Citat: "Biolog på Statens Skadedyrlaboratorium Henri Mourier siger, at den våde maj har sikret myggenes overlevelse." Artikel i Morsø Folkeblad den 17. juli 1976 Titel: Kæledyr får flere og flere lopper Citat: ”Den rimeligste forklaring på fænomenet er nok simpelthen, at den voldsomme stigning i antallet af husdyr har forøget chancerne for smitte, skriver Henri Mourier.” Kilde: Morsø_Folkeblad_(1877-)_-_1976-07-17 Artikel i Ny Tid, Aalborg den 7. august 1969 af Bodil Ravn Titel: Nu tages naturen selv til hjælp i kampen mod fluer Citat: "Før vi får Jamaica-hvepse hertil sendes zoologen, cand. mag. Henri Mourier til Californien for at sætte sig ind i, hvordan flueforskning drives der. WHO betaler 50.000 kr. årligt, foreløbigt med aftale for 2 år, til det danske projekt." Kilde: Ny_Tid_(Aalborg)_(1945-1970)_-_1969-08-07 Artikel i Sjællands Tidende den 26. juli 1975 Titel: Folk overfaldes af sultne lopper når de kommer hjem fra ferie Citat: "Skal man arbejde eller færdes på loppebefængte steder, er det klogt at give strømper og sko et pust med en pyrethrumholdig sprøjtevæske eller et af de almindelige myggeafskrækkende midler, tilføjer Henri Mourier." Kilde: Sjællands_Tidende._Syd__Slagelse__Skelskør__Korsør__Sorø_(1963-1981)_-_1975-07-26 Boganmeldelse i Sjællands Tidende den 13. oktober 1975 Titel: De »vilde« dyr i hus og hjem Citat: ”Henri Mourier og Ove Winding: Vilde dyr i hus og hjem. (G. F. C. Gads Forlag). Her er for første gang en bog med samlet beskrivelse af de »vilde« smådyr, som trives i og måske plager os eller sommetider glæder os i hus og hjem. Forfatterne, de to magistre Henri Mourier og Ove Winding, beskriver dyrene så klart, at del bliver let for amatøren at bestemme, hvad han støder på.” Kilde: Sjællands_Tidende._Syd__Slagelse__Skelskør__Korsør__Sorø_(1963-1981)_-_1975-10-13 Artikel i Sjællands Tidende den 12. marts 1977 af RB, København Titel: Fluesmækkeren må findes frem igen Citat: ”Den kemiske bekæmpelse af fluer i landbruget har medført, at Danmark har fået verdens mest resistente fluer - Baggrunden er, at vi er gået så velorganiseret og rationelt til værks i fluebekæmpelsen, siger zoolog Henri Mourier, skadedyrslaboratoriet.” Kilde: Sjællands_Tidende._Syd__Slagelse__Skelskør__Korsør__Sorø_(1963-1981)_-_1977-03-12 Boganmeldelse i Sjællands Tidende den 23. marts 1985 Titel: Menneskets følgesvend Citat: "Billedet er hentet i en ny bog af Henri Mourier: Stuefluen (Rhodos), en underholdende, instruktiv og fængslende beretning om menneskets trofaste følgesvend, om end ikke vor bedste ven. Her skildres fluernes biologi, deres udbredelse, deres skade (og gavn?) og mulighederne for bekæmpelse. Ærligt og redeligt: spændende fortalt af vor førende ekspert på dette område, ligefrem underholdende!" Kilde: Sjællands_Tidende_(Slagelse)_(1981-2005)_-_1985-03-23 TV-oversigt i Sjællands Tidende den 27. august 1986 (Dansk TV i morgen) Titel: 20.00 (TTV) Omverden Citat: "Gæsten i studiet er denne gang Henri Mourier fra Statens Skadedyrslaboratorium" Kilde: Sjællands_Tidende_(Slagelse)_(1981-2005)_-_1986-08-27 Artikel i Sjællands Tidende den 4. juni 1997 af Ritzaus Bureau Titel: Myggene sværmer Citat: ”Biolog på Statens Skadedyrlaboratorium Henri Mourier siger til Ritzaus Bureau, at den våde maj har sikret myggenes overlevelse.” Kilde: Sjællands_Tidende_(Slagelse)_(1981-2005)_-_1997-06-04 Radioprogramoversigt i Skagens Avis den 12. juli 1968 Titel: 22.00 Naturvidenskabeligt magasin Citat: ”De nysgerrige fluer. Cand. Mag. Henri Mourier” Kilde: Skagens_Avis_(1913-1994)_-_1968-07-12 Indlæg i Skive Folkeblad den 26 august 1987 af RB, Århus Titel: Myre-invasion i mange hjem Citat: ”Bliver man træt af myresværmeriet er en støvsuger nok det sikreste våben. Myrerne holder sig nemlig ikke væk, uanset hvor meget man sprøjter eller spuler, siger Henri Mourier.” Radioprogramanmeldelse i Sønderjyden den 4. juli 1972 Titel: Han fortæller om hverdagens småkravl hver morgen i radioen Citat: "Vidste De, at regnorme smasker - det fortæller zoologen Henri Mourier blandt andet om i radioen. Her undersøger han et af vore små dyr" Kilde: Sønderjyden_(Sønderborg)_(1972-1973)_-_1972-07-04 Klumme i Thisted Dagblad den 26. august 1987 af RB Århus Titel: Myrerne har udskudt parringstur Citat: "Myrerne har udskudt deres årlige parringstur til de lunere og mere tørre augustdage og er ved den lejlighed blevet hyppige ubudne gæster i mange danske hjem, oplyser biolog Henri Mourier fra Statens Skadedyrlaboratorium." Indlæg i Vejle Amts Folkdeblad den 15. juli 1976 Titel: Mange katte- og hundelopper Citat: "I fjor besvarede laboratoriet i Lyngby ved København næslen 1000 forespørgsler mod knap 100 i 1970, oplyser cand. mag. Henri Mourier, skadedyrlaboratoriet." Kilde: Vejle_Amts_Folkeblad_(1865-)_-_1976-07-15 Boganmeldelse i Vestkysten den 21. januar 1976 af Quintus Titel: Zoologien inden døre Citat: "I rækken af "Gads naturbøger", som er en serie præget af kvalitet, er udkommet endnu en nyttig og gedigen håndbog "Vilde dyr i hus og hjem", hvormed de to magistre Henri Mourier og Ove Winding har taget sig på ved gode og velvalgte illustrationers hjælp så kortfattet og entydigt som muligt at signalere de utallige dyr, som man kan møde inden døre." Indlæg i Viborg Stifts Folkeblad den 12. marts 1977, RB København Titel: Det bliver stadig sværere at kommedanske fluer til livs Citat: ”Baggrunden er, at vi er gået så velorganiseret og rationelt til værks i fluebekæmpelsen siger zoolog Henri Mourier, Statens Skadedyrslaboratorium.” Løsning på krydsord i Weekendavisen Berlinske Aften den 29. november 1985 Titel: Dobbeltkryds Citat: ”Løsning nr. 47. Henri Mourier: Stuefluen” Kilde: Weekendavisen__Berlingske_Aften_(1971-1988)_-_1985-11-29 Artikel i Aalborg Stiftstidende den 28. december 1978 Titel: Dyre-lopper en epidemi men man kan slippe af med de snyltende husdyr Citat: ”Gift-fordampere er forbudte. I pjecen fra Statens Skadedyrlaboratorium omtales også dichlorvos-fordampere, der fås i form af plasticstrimler, hvorfra dampene udsendes. De må imidlertid ikke bruges i beboelser, i kontorer og i værksteder, hvor der opholder sig mennesker i længere tid. Tanken om at færdes i længere tid i en atmosfære, der vil få en flue til at falde til jorden, kan heller ikke siges at være rar, skriver Henri Mourier. Dertil kan føjes, at midlet ikke er videre effektivt over for lopper. Dampenes indtrængningsevne er ikke stor, og dampene vil ikke ramme de æg, larver og pupper, som findes i tæpper og gulvsprækker.” Kilde: Aalborg_Stiftstidende_(1977-1999)_-_1978-12-28 Radioprogramoversigt i Aalborg Stiftstidende den 3. august 1980 Titel: (Dansk Radio, Program 1. 8.45.) Kvartini Insektliv Citat: ”Fluerne. Cand. Mag. Henri Mourier. (Sendes igen 19.45) Kilde: Aalborg_Stiftstidende_(1977-1999)_-_1980-08-03 Radioprogramoversigt i Aalborg Stiftstidende den 5. august 1980 Titel: 8.45 Kvartini Citat: Insektliv: Skarnbasser, mariehøns og andre biller. Cand. Mag. Henri Mourier (Sendes igen 19.45) Kilde: Aalborg_Stiftstidende_(1977-1999)_-_1980-08-03 Radioprogramomtale i Aalborg Stiftstidende 5. august 1980 Titel: Biller i radioen Citat: ”Cand. Mag Henri Mourier taler om skarnbasser, mariehøns og andre biller i PROGRAM 1, 19.45” Kilde: Aalborg_Stiftstidende_(1977-1999)_-_1980-08-03 Radioprogramoversigt i Aalborg Stiftstidende den 6. august 1980 Titel: 8.45 Kvartini Citat: ”Insektliv: Stikmyg, mitter og andre myg. Cand. Mag. Henri Mourier (Sendes igen 19.45)” Kilde: Aalborg_Stiftstidende_(1977-1999)_-_1980-08-03 Radioprogramoversigt i Aalborg Stiftstidende den 7. august 1980 Titel: 8.45 Kvartini Citat: ”Insektliv: Humlebier, honningbier og gedehamse. Cand. Mag. Henri Mourier (Genuds. 19.45)” Kilde: Aalborg_Stiftstidende_(1977-1999)_-_1980-08-03 Radioprogramoversigt i Aalborg Stiftstidende den 8. august 1980 Titel: 8.45 Kvartini Citat: ”Insektliv: Myrer og bladlus. Cand. Mag. Henri Mourier (Sendes igen 19.45)” Kilde: Aalborg_Stiftstidende_(1977-1999)_-_1980-08-03 TV-programbeskrivelse af udsendelsen ”Omverden” i Aalborg Stiftstidende den 28. august 1986 Titel: Fremtidsvision: flue-reservater Citat: "Hvordan går det så, når insekter optræder som skadedyr hos os? »Omverden« har inviteret Henri Mourier fra Statens Skadedyrlaboratorium i studiet for at fortælle om bekæmpelsen af skadelige insekter." Kilde: Aalborg_Stiftstidende_(1977-1999)_-_1986-08-28 Boganmeldelse af ”Husets Dyreliv” i Aalborg Stiftstidende den 3. maj 1995 af Karin Pedersen Titel: Vilde dyr i huset Citat: "Når man er færdig med at gyse over de kolde fakta om skadedyrenes angreb og de smukt farvelagte plancher og farvefotos, er tiden inde til at læse om bekæmpelsen. Heldigvis er Henri Mourier, som har skrevet bogen, virkelig inde i sagerne. Og vejledt af ham kan man så gå på jagt i hjørner og kroge, under tæpper og møbler, i skabe og skuffer, i murværk og tagspær." Kilde: Aalborg_Stiftstidende_(1977-1999)_-_1995-05-03 Radioprogrambeskrivelse i Århus Stiftstidende den 4. juli 1972 Titel: Ingen grund til panik Citat: "'Botanikkens Gøg og Gokke' alias brødrene Asger og Bent Klougart har sluttet deres radio-odyssé i den danske flora (de fik 20.000 kr. til deling for ulejligheden) - og er nu blevet afløst af zoologi-duoen, cand. mag.'erne Ole Winding og Henri Mourier. Hver morgen kl. 7.55 fortæller de lytterne om 'Dagens småkravl' regnorme, edderkopper, ørentviste, biller osv. osv." Kilde: Aarhuus_Stifts-Tidende_(1871-1989)_-_1972-07-04 |